# سکوت ژان
سکوت ژان (فرانسوی: Jeanne captive‎) فیلمی در ژانر درام است که در سال ۲۰۱۱ منتشر شد. از بازیگران آن می‌توان به لیام کانینگهام، ماتیو آمالریک و ژان-فرانسوا استونین اشاره کرد.